# المفخار (بعدان)

تعديل مصدري - تعديل

المفخار هي إحدى قرى عزلة حيسان بمديرية بعدان التابعة لمحافظة إب، بلغ تعداد سكانها 482 نسمة حسب تعداد اليمن لعام 2004.